# NSC-68
NSC-68 (National Security Council resolution 68) fu un documento di massima segretezza, reso pubblico solo a metà anni 70, di cinquantotto pagine, preparato dal National Security Council nell'aprile 1950, presentato al  Presidente degli Stati Uniti Harry Truman, da alcuni membri del complesso militare industriale, per essere ratificato con la sua firma e diventare provvedimento esecutivo ad insaputa del congresso,  che definiva dettagliatamente la strategia da attuare nel contesto della Guerra fredda, per contrastare l'Unione Sovietica. Il documento fu approvato, nonostante Truman non amasse l'impianto espansivo keynesiano, nel settembre 1950, durante la guerra di Corea, e divenne la linea guida fondamentale seguita dai dirigenti statunitensi negli anni seguenti. Esso prevedeva un ingente incremento delle spese militari, un impegno a livello globale, politico, militare e morale degli Stati Uniti, il potenziamento della NATO e il riarmo della Germania occidentale.

## Contesto storico
La decisione manifestata dal presidente Truman nel gennaio 1950 di rielaborare globalmente la strategia americana contro la percepita minaccia del comunismo sovietico derivò dall'apparente evoluzione a sfavore degli Stati Uniti dell'equilibrio strategico globale, dopo che l'anno precedente l'Unione Sovietica era riuscita a far esplodere la sua prima bomba atomica e in Cina si era instaurato il regime comunista di Mao Zedong.
Il documento ridefiniva il contenimento statunitense e impostava le strategie in materia di politica estera per un lungo periodo. Se il rapporto di Kennan del 1947 definiva l'Unione Sovietica una potenza ostile, ma cauta, NSC-68 poneva la sicurezza nazionale in testa alle priorità e prefigurava uno scontro ideologico totale tra le due potenze. Vennero innalzati gli investimenti militari nucleari e ordinari: il PIL destinato al settore militare degli USA costituivano solo il 6-7%, a fronte di una spesa sovietica del 13,8%.. Si incentivò inoltre la ripresa degli alleati europei in funzione antisovietica.